# Sphallambyx superbum
Sphallambyx superbum är en skalbaggsart som först beskrevs av Aurivillius 1910.  Sphallambyx superbum ingår i släktet Sphallambyx och familjen långhorningar. Inga underarter finns listade i Catalogue of Life.